# Ramberto
Ramberto  è un nome proprio di persona italiano maschile.

## Varianti
- Maschili: Ramperto

### Varianti in altre lingue
- Germanico: Hramperaht[2], Hramperht[2], Hrambert[2], Rambert[2][3], Rambrecht[2], Rampert[2], Rembert[2]
- Latino: Rambertus[1]

## Origine e diffusione
Nome di origine germanica, è composto dagli elementi hramn ("corvo") e beraht ("brillante", "illustre"); gli stessi elementi, disposti in senso inverso, formano il nome Beltramo (motivo per cui vengono a volte considerati varianti).

## Onomastico
L'onomastico si può festeggiare il 13 giugno, in memoria di san Ramberto, martire a Lione.

## Persone
- Ramberto Malatesta, condottiero italiano
- Ramberto I Malatesta, condottiero italiano
- Ramberto Novello Malatesta, condottiero italiano
- Ramberto Primadizzi, vescovo cattolico italiano

### Varianti
- Ramperto, vescovo di Brescia
- Rambertino Buvalelli, poeta, magistrato, politico e diplomatico italiano